# Semiologie
Semiologie (von griechisch σημεῖον semeion ‚Zeichen‘ und λόγος lógos ‚Wort‘, ‚Vernunft‘, auch Semeologie oder Sematologie, engl. semiology, frz. sémiologie) ist die allgemeine Lehre von sprachlichen und außersprachlichen Zeichen und ihren Systemen. In der Medizin, der Psychiatrie und der Psychologie ist Semiologie gleichbedeutend mit Symptomatologie. Auf Anregung von Roman Jakobson und unter Beteiligung von Roland Barthes, Emile Benveniste, Algirdas Julien Greimas, Claude Lévi-Strauss und Thomas A. Sebeok hat die International Association of Semiotic Studies im Jahre 1969 beschlossen, den Begriff Semiologie durch das nahezu synonym verwendete Wort Semiotik zu ersetzen.

## Begriffsgeschichte
- Der Begriff taucht das erste Mal im medizinischen Zusammenhang im 16. Jahrhundert auf.[5]
- Im 17. und 18. Jahrhundert werden in der Medizin die Formen Semeiotica neben Semiotice und Semiotica als Varianten des substantivischen Begriffes verwendet.[6]
- Der Begriff Semiologie wurde seit 1916, nach dem Erscheinen von Cours de linguistique générale von Ferdinand de Saussure zur Bezeichnung einer allgemeinen Theorie der Zeichensysteme und der Kommunikation verwendet.[7]
- 1966 nutzt Michel Foucault den Begriff der Semiologie, um ihn von jenem der Hermeneutik zu unterscheiden.
- Im Jahre 1969 wurde der Begriff Semiologie von International Association of Semiotic Studies durch das nahezu synonym verwendete Wort Semiotik ersetzt.

## Semiologie bei Michel Foucault
In seiner erstmals 1966 auf Französisch erschienenen Schrift Les mots et les choses grenzt Michel Foucault den Begriff der Semiologie von jenem der Hermeneutik ab. Während er diese als die „Gesamtheit der Kenntnisse und Techniken, die gestatten, die Zeichen sprechen zu lassen und ihren Sinn zu entdecken“ benennt, bezeichnet er die Semiologie als „die Gesamtheit der Erkenntnisse und Techniken, die gestatten zu unterscheiden, wo die Zeichen sind, zu definieren, was sie als Zeichen instituiert, ihre Verbindungen und die Gesetze ihrer Verkettung zu erkennen.“